# 高田忠周
高田 忠周（たかだ ただちか、文久元年5月9日（1861年6月16日） - 昭和21年（1946年）10月24日）は、日本の書家、説文学者、漢学者である。名は忠周、字は士信、竹山・未央學人と号した。『古籀篇』により、帝国学士院賞を受賞。『五體字類』の監修者として広く知られる。

## 経歴
文久元年（1861年）現在の東京都新宿区牛込に生まれる。はじめ書家を志し、明治2年（1869年）8歳にして、高斎単山の門に入って書を学び、村田直景・島崎酔山・植村蘆洲に漢学などの指導を受け、17歳にして両国薬研堀に書塾を開く。明治17年（1884年）、勝海舟のすすめにより内閣印刷局（朝陽閣）に奉職し、明治、大正、昭和にわたり紙幣金銀貨公債等の文字を担当する。内閣印刷局漢字主任となり、内閣印刷局の蔵書を整理し、説文学の研究に励んだ。説文六書の学を研究し、三代より秦・漢に至る古文字の読法及び書写法を独修、後に説文学の大家となった。
明治34年（1901年）、『朝陽閣字鑑』を著わした。これは大正10年（1921年）、補正され『補正朝陽字鑑』36巻が刊行された。また『漢字詳解』6巻を著わし、『古籀篇』（首巻1巻、本文100巻、補遺2巻、転注仮借説1巻、篆文索引6巻、隷文索引2巻、学古発凡6巻、すべて117巻。明治18年（1885年）起稿、大正7年（1918年）完成、大正11年（1922年）刊行）を著わすにおよんで、大正8年（1919年）、帝国学士院賞を受賞。三井財閥・三菱財閥が出資者、政府が発行者となり、皇室へ献上された。国内外の大学や公立図書館、海外は中国（当時支那）をはじめ欧米各国の大学図書館へ寄贈され、大絶賛を博した。十体の書体を自在に書き分けたという書家としてだけでなく、漢文、漢詩、南画等を研修し、高い評価を得ていたが、漢字の研究に最も尽力し、「学界の巨人」と呼ばれ、中国の研究者達を驚嘆させ、後世にも大きな影響を与えた。泰東書道院学術顧問、大東文化大学名誉教授。 昭和天皇より「高田忠周（竹山）は国宝、我が国唯一の説文学者」と称された。説文学における東洋の泰斗である。
昭和21年（1946年）10月、東京都世田谷区成城の自邸において歿す。

## 主な編著書
- 『五体千字文』（奎文堂、1880年）
- 『小学必携習字問答』（1887年）
- 『朝陽閣字鑒』三十巻（吉川弘文館、1902年-1903年） - 明治天皇天覧
- 『漢字詳解』（西東書房、1909年-1912年）
- 『五體字類』（西東書房、1916年）
- 『補正朝陽字鑑』（竹山先生著書刊行会、1923年-1925年）
- 『古籀篇』百巻（古籀篇刊行会、1925年） - 帝国学士院賞受賞
- 『漢字の起原と支那古代の文化』（大阪毎日新聞社、1928年）
- 『大系漢字明解』（冨山房、1936年）
- 『十体字範』前後篇（興文館、1940年）

未刊の稿本に『克鼎釈文初藁』、『説文講疏』170巻、『段注弁疑』103巻、『説文要義』42巻、『字学淵源』25巻などがある。17歳より86歳の間に著書は三百巻に及ぶ。

## 記念碑・墓碑銘・作品所蔵先
記念碑・墓碑銘
- 靖国神社青銅大鳥居文字
- 大山元帥銅像背後篆書大刻石
- 松蔭神社石灯籠三十五基銘（八分隷書）
- 宮地嶽神社神額
- 王子神社神額
- 蒼柴神社神額

作品所蔵先
- 東京国立近代美術館 南画條幅十九点所蔵
- 愛知県豊川稲荷本山妙厳寺 記念碑 - 書画作品も所蔵。

## 関連人物
高田忠周（竹山）著書刊行会後援者
- 渡邊千冬（理事長、政治家・実業家）
- 徳川頼倫（理事、政治家・実業家・紀州徳川家第15代当主）
- 関屋貞三郎（理事、宮内次官・貴族院議員・枢密顧問官）
- 服部宇之吉（理事、中国哲学者・文学博士）
- 池田敬八（理事、内閣印刷局長）
- 三井八郎右衛門（出資者、三井家当主）
- 岩崎小弥太（出資者、三菱財閥の4代目総帥）
- 武井守正（出資者、政治家・実業家・鳥取県知事）
- 住友吉左衛門（出資者、住友家当主）
- 安田善次郎（出資者、安田財閥の祖）
- 本山彦一（出資者、大阪毎日新聞社長・貴族院勅選議員）